# Páris

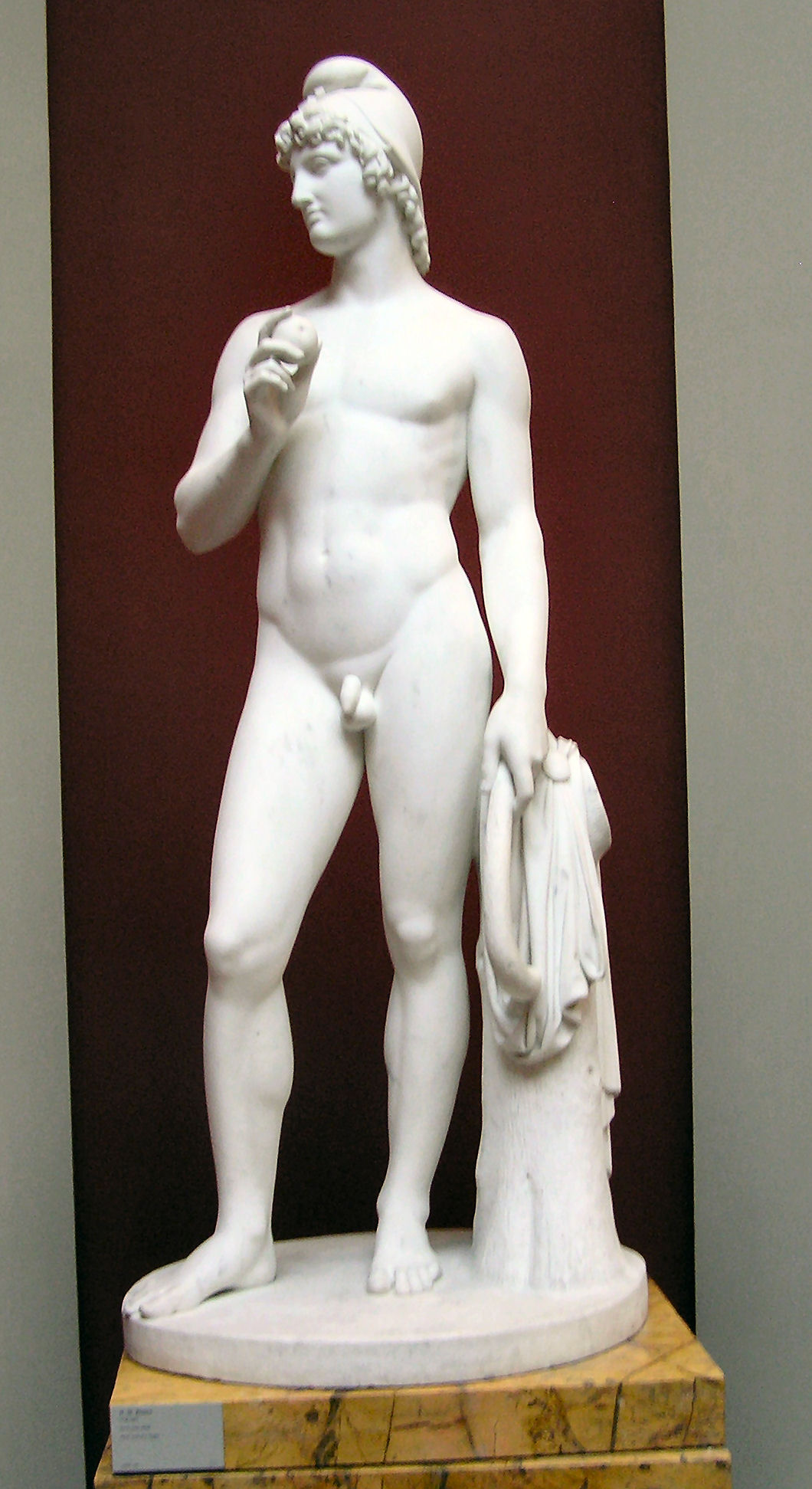
Estátua de Páris no museu de Gliptoteca Ny Carlsberg, em Copenhague.

Páris de Troia (em grego antigo: Πάρις, romanizado: Páris), também conhecido como Alexandre (em grego antigo: Ἀλέξανδρος, romanizado: Aléxandros), é uma figura mitológica da história da Guerra de Troia. Ele aparece em inúmeras lendas gregas e obras da literatura grega antiga, como a Ilíada. No mito, ele é príncipe de Troia, filho do rei Príamo e da rainha Hécuba, e irmão mais novo do príncipe Heitor. Sua fuga com Helena desencadeia a Guerra de Troia, durante a qual ele derrota Aquiles.
Páris era um dos mais novos filhos do rei troiano Príamo com sua esposa Hécuba. Esta teve mais de dezenove filhos. Quando Hécuba estava grávida de Paris ela teve um sonho em que dava luz a uma tocha que queimava Tróia. Ela e Príamo consultaram Aisacos, um filho de Príamo de outro casamento, que tinha o dom da profecia. Ele disse que a criança que ia nascer destruíria a cidade. Quando Paris nasceu seus pais o deram para um camponês, Agelaos, que deveria abandonar o menino ao relento. Agelaos acabou, porém, adotando a criança que cresceu sem saber sua origem real.

## Vida como pastor

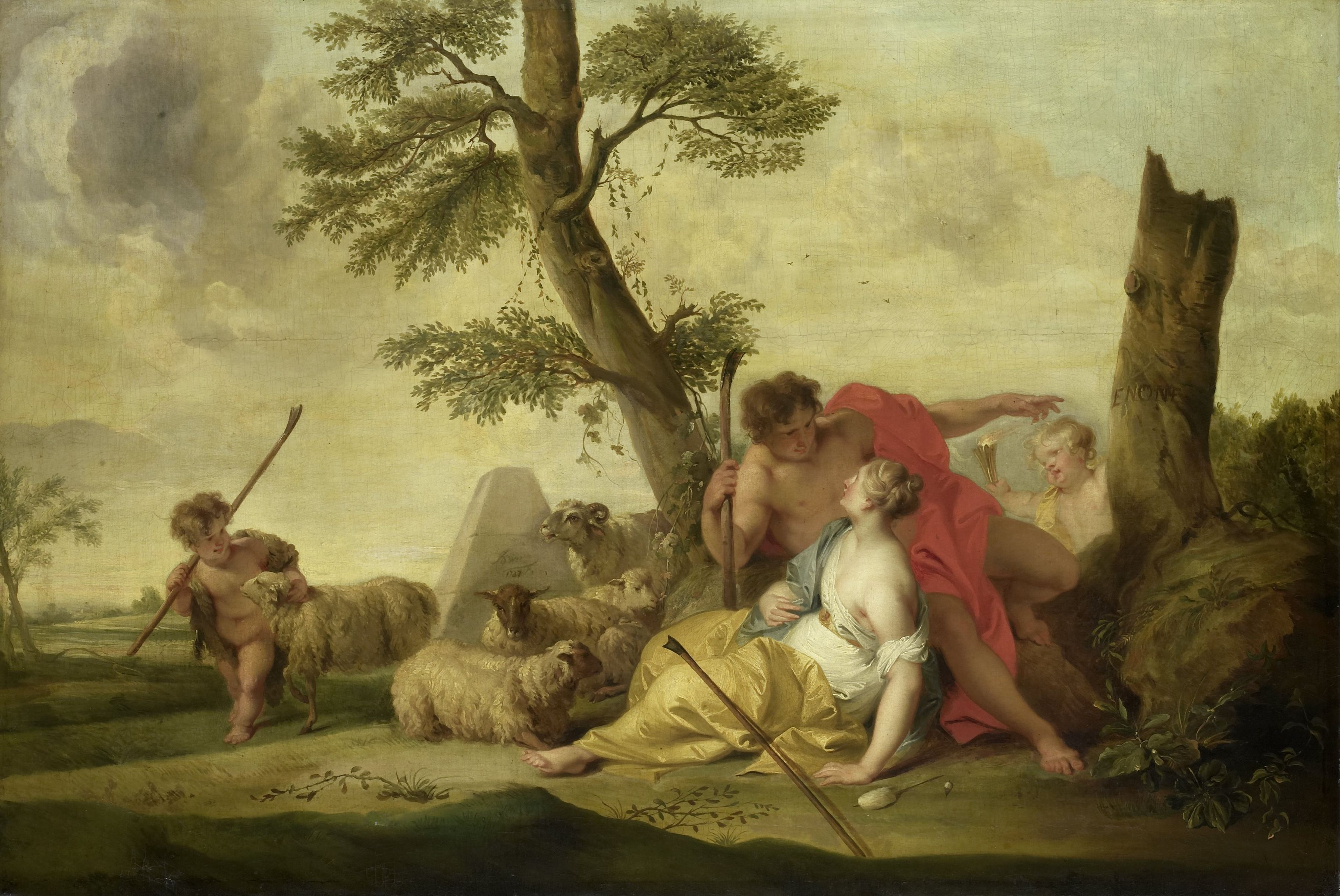
Paris en Oenone - Rijksmuseum

Páris cresceu como pastor, cuidando dos rebanhos de seu pai adotivo. Durante uma de suas viagens ao monte Ida, conheceu Enone, uma ninfa filha do deus-rio Cebren que tinha o dom da adivinhação. Ambos se apaixonaram e passaram a morar juntos (segundo alguns autores, chegaram a se casar). Páris jurou jamais abandoná-la e algum tempo depois, Enone engravidou.
Antes,  os deuses celebraram o casamento de Tétis com o rei Peleu, que seriam os pais de Aquiles. Foi durante a cerimônia que Éris, deusa da Discórdia e única deusa que não havia sido convidada para o casamento, compareceu à festa com uma maçã de ouro com a inscrição "à mais bela", oferecendo-a àquela que fosse escolhida a mais bela das deusas. Hera, Atena e Afrodite disputaram a posse do pomo. Zeus, para não entrar em conflito com elas, recusou-se a ser o juiz, e por conselho dos deuses, escolheu Páris, por ser honesto. Assim, cada uma esperando ser a escolhida, as deusas fizeram suas promessas. Hera, rainha dos deuses, prometeu a Páris que se fosse escolhida, faria dele o rei mais poderoso do mundo. Atena, deusa da sabedoria e da batalha, prometeu que se ganhasse, ele teria muita sabedoria e sempre obteria vitória nas batalhas. Já Afrodite, deusa da beleza e da sensualidade, prometeu que ele teria o amor e se casaria com a mulher, que naquela época, era a mais bela do mundo: Helena, filha de Zeus com a rainha Leda. Páris acabou escolhendo Afrodite.

## Retorno a Troia

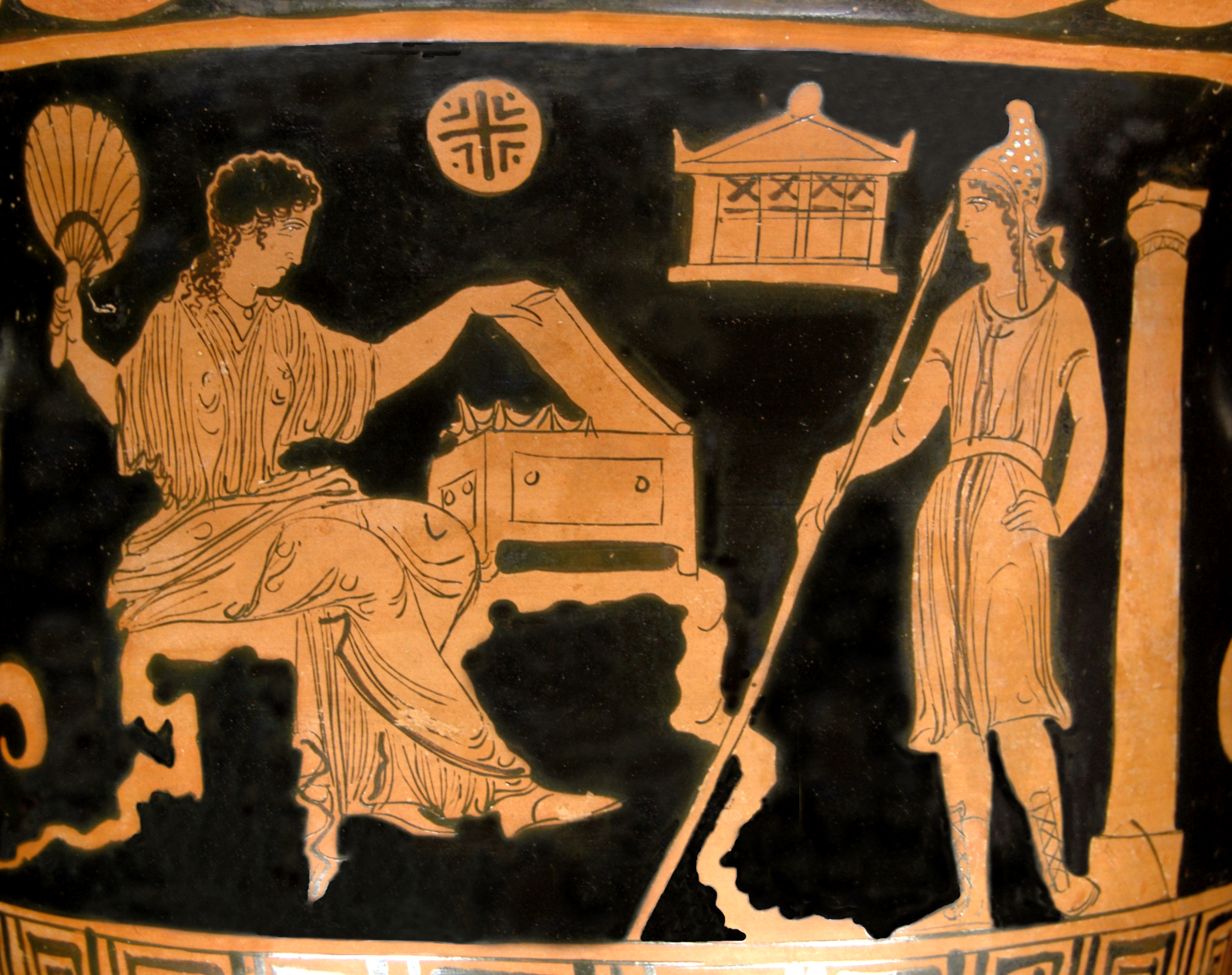
Helene e Páris

Tempos depois, Páris decidiu participar dos jogos de Troia, a fim de conseguir prêmios para sua família. Enone, porém, disse que se ele fosse, nunca mais voltaria para ela, pois se apaixonaria por outra mulher e geraria um conflito entre seus parentes, e caso fosse ferido, apenas ela poderia curá-lo. Páris não acreditou e se dirigiu para Troia. Lá, ele se destacou por sua beleza e força e ganhou muitas competições, até de Heitor, filho mais velho do rei, e portanto, herdeiro do trono. As vitórias de um simples camponês geraram revolta nos princípes que decidiram fazer uma emboscada e matar Paris. Ao perceber isso, Agelaos, o pai adotivo de Paris, gritou a Príamo que Paris era na verdade seu filho abandonado. Diante disso,  Príamo acabou reconhecendo o filho e o chamou para morar em Tróia. Páris levou com ele Enone, que deu à luz seu filho Corythus.
Tempos depois, Heitor enviou Páris em uma expedição à Grécia. Enone novamente alertou-o que se ele fosse, apaixonar-se-ia por uma estrangeira e geraria uma guerra na qual ele ficaria gravemente ferido e que apenas ela poderia curá-lo, mas foi ignorada. Heleno, irmão gêmeo de Cassandra que também era vidente, previu que a viagem resultaria numa catástrofe.
Páris viajou então para Esparta, e durante sua estadia ele conheceu Helena, que era a mulher mais bela do mundo. Eles acabaram se apaixonando. Ela era casada com Menelau, rei da cidade, mas isto não a impediu de seguir com Páris para Troia. Neste ponto, há divergências; alguns autores dizem que ele seduziu Helena e a convenceu a fugir; outros dizem que o príncipe a sequestrou (alguns, inclusive, dizem que ele a violentou).
Páris e Helena acabaram fugindo para Troia, tendo Afrodite os auxiliado na fuga. Como Enone havia previsto, Páris abandonou a ela e ao filho, - que retornaram às suas origens humildes - e casou-se com Helena, que foi muito bem recebida em Troia e deu quatro filhos a ele.

## Guerra de Troia

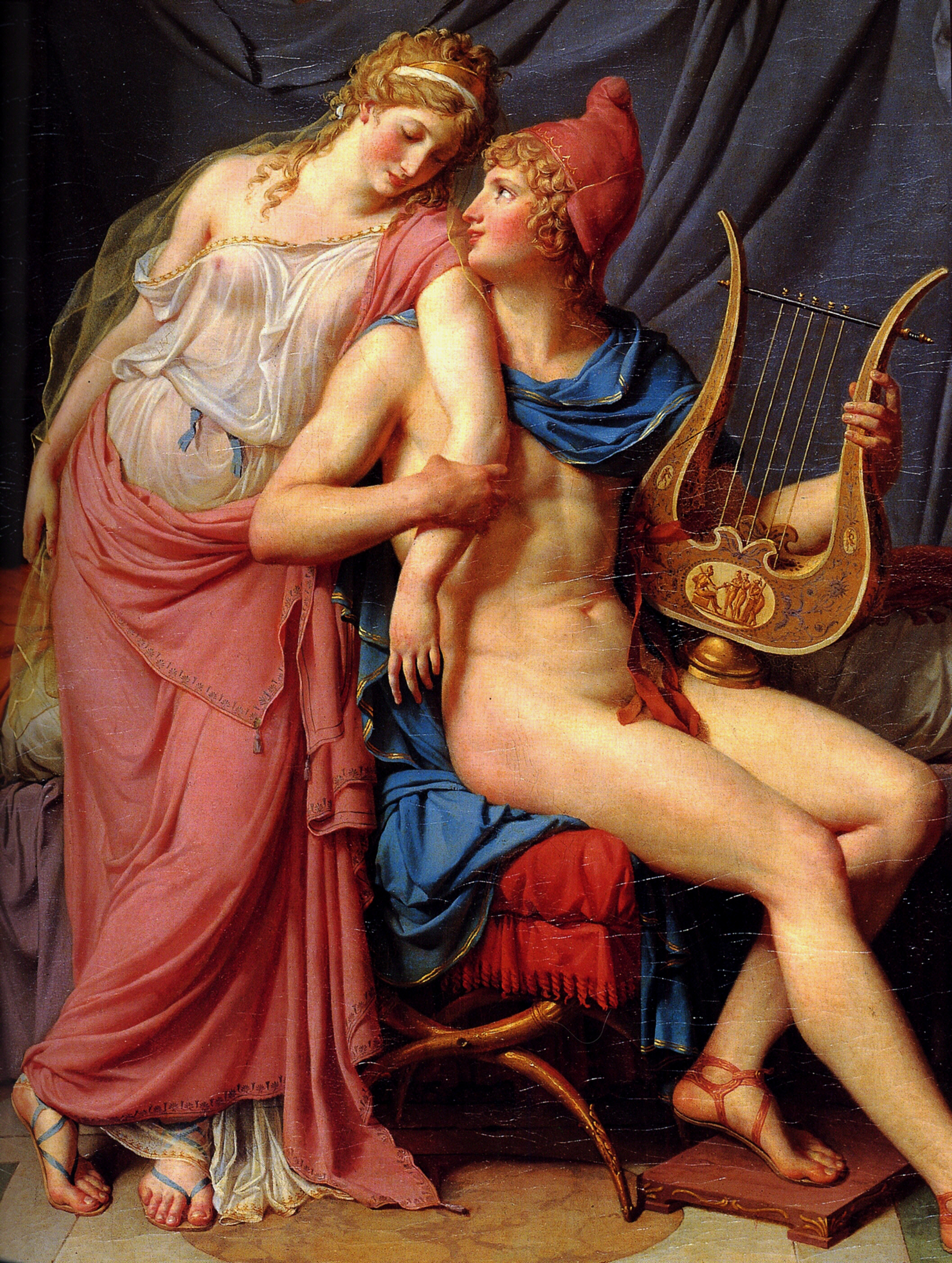
Helena e Páris, por Jacques-Louis David, 1788, Museu do Louvre

Quando Menelau soube que fora traído, ficou furioso. Como Helena fora pretendida por muitos príncipes e heróis e todos juraram proteger a ela e ao marido que ela escolhesse. Coube ao irmão de Menelau,Agamemnon, rei de Micenas organizar o exército contra Troia. Entre os líderes gregos estavam Aquiles, que era o maior de todos os guerreiros, Ájax, Diomedes, Nestor de Pylos e  Ulisses, que era excelente estrategista.O líder do exercito seria Agamemnon de Micenas. No lado dos troianos, estavam exércitos asiáticos e as amazonas, comandadas por Pentesileia. Os deuses, com exceção de Zeus e Hades, também participaram da guerra. Entre os que estavam do lado dos gregos, estavam Hera e Atena, que haviam ficado furiosas por não terem sido escolhidas por Páris.
A guerra durou dez anos e muitos heróis perderam suas vidas lutando, entre eles muitos dos filhos de Príamo. Durante anos Páris lutou, porém, com menos desempenho que Heitor, que comandava os exércitos troianos. Príamo já estava velho para isto. 
-Na Ilíada: 
A Ilíada começa no decimo ano da guerra quando ocorre uma briga entre Agamemnon, chefe do exército grego Aquiles pela posse de Briseis cativa de Aquiles.  Irritado, o herói retirou-se à sua tenda sem pretender mais combater.
A participação mais marcante de Paris no poema é no Canto III quando ele é instigado a aceitar um duelo com Menelau. O duelo decidiria o curso da guerra e o destino de Helena sem o derramento de sangue de outras pessoas. No duelo, Menelau leva vantagem e deveria ter vencido Paris, mas no último momento a deusa Afrodite, que protege Paris, faz com ele desapareça e volte para a sua casa em Troia. Diante disso, as hostilidades acabem sendo retomadas. 
Ainda na Ilíada, vemos uma cena entre Paris e Helena na casa do casal em Troia. Helena está irritada com o comportamento de Paris no duelo, mas termina tendo que se reconciliar com ele por ordem da deusa Afrodite. No Canto VI, Heitor vai a Troia trazer de novo Paris ao campo de batalha e elogia a sua coragem quando quer realmente lutar. No resto do poema participação de Paris tem pouco destaque sendo o protagonista do lado troiano seu irmão Heitor. 
Heitor lidera os troianos em diversas ações no campo grego. Na principal, os troianos tentam queimar os navios dos gregos. Aquiles, apesar de não querer mais lutar, consentiu que Pátroclo, seu melhor amigo, use de suas armas e guie suas tropas contra os Troianos durante uma das batalhas. Assim, o companheiro de Aquiles, veste a armadura do guerreiro e vai para o combate. Heitor julgando ser o próprio Aquiles, mata-o, despertando a fúria e o ódio do grego, que jurou vingança. 
Aquiles volta a lutar e mata muitos troianos até alcançar Heitor numa batalha. Apesar da súplica de seus parentes, Heitor decide enfrentar Aquiles. Quando não tinha mais a lança para brigar no corpo-a-corpo, o guerreiro desembainhava a espada. Foi o que fez Heitor, o mais corajoso dos troianos, ao enfrentar sozinho Aquiles. Conta a Ilíada que o escudo do grego rebateu o golpe, e com a ajuda de Atena, Aquiles mata Heitor enfiando sua lança no pescoço do oponente, na brecha entre o capacete e a couraça. Ainda irado pela morte de seu amigo, ele amarra o corpo de Heitor ao seu carro de guerra e por vários dias arrasta-o em volta das muralhas de Troia, se negando a entregá-lo, até que Príamo se lhe dirige e implora para que devolva o corpo de seu filho. Aquiles acaba por atender o pedido.
-Após a Ilíada: 
Páris assume o comando dos exércitos e passa a lutar melhor. Durante uma batalha, ele recebeu flechas envenenadas de Apolo e conseguiu matar Aquiles, atingindo-o no calcanhar, única parte do corpo do semi-deus que era vulnerável.  Neste meio tempo, Heleno foi capturado pelos gregos, que o torturaram a fim de que ele revelasse como poderiam vencer a guerra, mas não tiveram sucesso. Diferentemente de sua irmã Cassandra, Heleno tinha suas previsões acreditadas. Entre os objetivos a conquistar pelos gregos, estavam roubar o palácio troiano com todas as suas riquezas, algo que mais tarde conseguiriam com o esquema do Cavalo de Troia, e obter as flechas de Hércules, que estavam em posse de Filoctetes. Este acabou entrando na guerra ao lado dos gregos, e durante uma luta contra Páris, deixou-o gravemente ferido.

Páris foi levado para o palácio já à beira da morte. Então, ele lembrou-se de Enone e que apenas ela poderia curá-lo. Um mensageiro foi enviado para dar a mensagem à ninfa, que agora era sacerdotisa de Cebren. A princípio, ela se negou a ajudá-lo, arrependendo-se posteriormente. Quando ela chegou a Troia, Páris já havia morrido. Alguns autores dizem que ela ficou desesperada quando viu o cadáver de seu antigo amado, que acabou se suicidando.

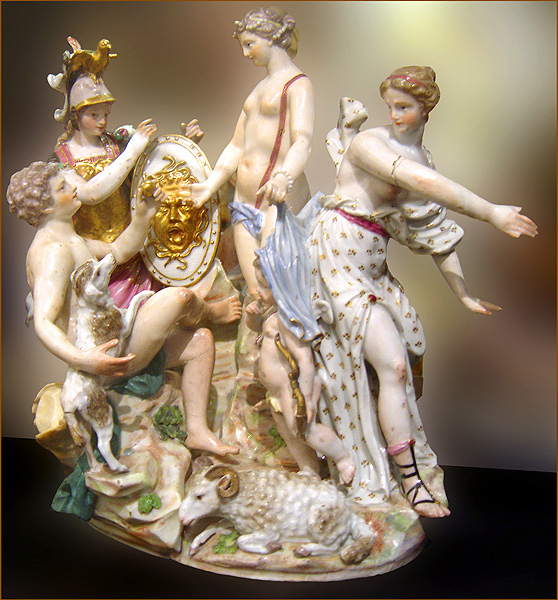
"Julgamento de Páris" - no Museu Capitolinos, Roma.

 O comando dos exércitos passou para Deífobo, que exigiu a mão de Helena para continuar na guerra. Porém, no décimo ano, Por estratégia de Ulisses os gregos se retiraram abandonando seus acampamentos, deixando na entrada da cidade, um enorme cavalo de madeira. Pensando que haviam vencido a guerra e que o cavalo era um presente dos gregos, os troianos o levaram para dentro da cidade. Cassandra alertou várias vezes para que não o trouxessem para dentro, sabendo que se tratava de uma armadilha. Porém, ninguém lhe deu ouvidos, e a esta altura, já era considerada louca até entre seus parentes. Durante a noite, vários soldados gregos saíram de dentro do cavalo, mataram os poucos vigias e abriram os portões de Troia para o resto das tropas que realizaram um ataque surpresa. Desta forma os gregos saquearam a cidade, o palácio, roubando todas as suas riquezas, mataram todos os homens da família real, inclusive os filhos de Helena com Páris, e incendiaram a cidade. Mas Páris (ou Cassandra) vingaram seu irmão Heitor, matando Aquiles com uma flecha envenenada de Apolo.
Troia acabou destruída e vencida pelos gregos. Os bens da cidade e as mulheres reais foram divididos entre os líderes gregos. Hécuba e as princesas troianas, como Cassandra  e Andrômaca, esposa de Heitor, foram entregues como concubinas aos reis gregos. Helena acabou voltando para Menelau e continuou sendo rainha de Esparta, ambos já tinham uma filha de nome Hermíone. Alguns autores, entretanto, dizem que foi expulsa do reino e morreu no exílio.